# Skive Gymnasium og HF
 Der er for få eller ingen kildehenvisninger i denne artikel, hvilket er et problem. Du kan hjælpe ved at angive troværdige kilder til de påstande, som fremføres i artiklen.

Skive Gymnasium og HF er et elevmæssigt lille gymnasium beliggende i Skive.
Gymnasiet blev etableret i 1968. 

## Historie
Skive fik sin første latinskole i 1559. Skolen fungerede indtil 1739, da mange af de små utidssvarende provins-latinskoler bukkede under overfor en ny forordning fra landets regering. Der skulle herefter gå mange år inden man igen kunne tage en boglig uddannelse efter grundskolen i Skive.
Skive Gymnasium og HF blev indviet den 12. august 1968. At etablere et almen gymnasium i Skive havde været under forberedelse i mange år. Allerede i 1959 havde den daværende borgmester i Skive talt for, at byen burde have et gymnasium, idet egnens unge i stigende omfang drog til nabokøbstæderne for at erhverve en studentereksamen. 
I 1962 besluttede Skive byråd, at der skulle etableres gymnasieundervisning i byen. Man håbede at undervisningen kunne starte i 1964 i midlertidige bygninger og i egne bygninger i 1965. 
Imidlertid blev det planen, at Skive Seminarium skulle flytte i nye bygninger, hvorved gymnasiet skulle overtage seminariets bygninger. Dette kom til at ske således, at gymnasiet og seminariet delte bygninger i perioden 1968-1970, hvor Skive Seminarium flyttede i nye bygninger i bydelen Dalgas i Skive. 
Fra starten havde man planlagt et 4-sporet gymnasium, men det viste sig hurtigt på grund af de mange tilmeldinger det første år, at det var nødvendigt at oprette fem 1.g-klasser i 1968 og seks klasser i 1969.
De første mange år var præget af en pionerånd om at starte en ny skole. Tiden var 1970'erne, hvor der var stor fokus på at eksperimentere med undervisningsformerne og sætte eleverne mere i centrum end det var skik i tidligere tiders gymnasieskole. 
Samtidig var tiden præget af mangel på færdiguddannet akademisk personale. Derfor blev pionerårene for Skive Gymnasium og HF også præget af en meget ung og helt nyuddannet lærerstab, der prægede skolen med nye pædagogiske ideer og fagligt engagement. Datalære og projektarbejde var allerede fra starten af 1970'erne en del af undervisningen.
Der blev etableret skoleforsamling, studieuger, aktivitetsdage, juleløb samt sange- og viseaftener, som stadig er traditioner på gymnasiet. I 1970 blev Skive Gymnasiums Kor etableret, og det fungerede i flere årtier under ledelse af musiklæreren Kjeld Langballes entusiastiske ledelse. Koret deltog i mange internationale korarrangementer - både øst og vest for jerntæppet. Samme år blev der for første gang afholdt studieuge med emnet "Det amerikanske frihedsbegreb" - en tværfaglige uge, hvor eleverne arbejde projektorienteret på tværs af klasser og fag - en arbejdsform som var helt uprøvet på dette tidspunkt.
I dag er et af de store musikaktiviteter på gymnasiet en musical, der arrangeres hvert andet år. 
Skive Gymnasium og HF har i dag (2023) ca. 580 elever og der er ansat ca. 65 lærere. På gymnasiet er der for tiden (2023) 11 studieretninger på STX og 2 linjer på HF. Et særligt samarbejde med Skive Musikskole har fungeret siden 2008, hvor det såkaldte Musikcollege blev etableret som en særlig studieretning, hvor eleverne tager en del af deres uddannelse på musikskolen. Ligeledes er der en særlig HF-linje - "FBI" - som henvender sig særligt til elever, der ønsker at videreuddanne sig indenfor forskellige beredskaber som for eksempel politiet, brandvæsenet og forsvaret.

## Bygninger
Gymnasiets bygninger er opført i 1957-1959 og oprindeligt bygget til Skive Seminarium, som flyttede til nyt byggeri i 1968. Bygningerne er tegnet af arkitektparret Karen og Ebbe Clemmensen og Jarl Heger i København og blev indviet 18. oktober 1959 med deltagelse af undervisningsminister Jørgen Jørgensen. Grunden på ca. 3 hektar i det flotte terræn var en gave fra Skive Kommune.
I 1968 og i 1973 foregik flere tilbygninger med de oprindelige arkitekters hjælp, hvor færdiggørelsen af to kinesisk inspirerede atriumgårde i 1973 satte et foreløbigt punktum for et meget moderne og formfuldendt gymnasiebyggeri, der senere er blevet anerkendt som et af bedste eksempler på tidens skolebyggeri. 
Der skete dog enkelte til- og ombygningerne nogle år senere, samtidig med at der blev opført et nyt idrætsanlæg. Der blev endvidere skabt en mindre park med sø og stisystem ved bakkerne omkring gymnasiet, tegnet af landskabsarkitekten Knud Christensen.
I 1981 blev den gamle rektorbolig omdannet til undervisningslokaler og i 2003 indviedes endnu en tilbygning – et nyt studiecenter. I 2011-13 gennemgik gymnasiets undervisnings- og administrationslokaler en totalrenovering ligesom en ny fløj med biologilaboratorier blev tilføjet.

## Rektorer
- 1968-1997 : Jens Lund
- 1998-2017 : Marianne Mide Michelsen
- 1. januar 2017- : Lars Erik Nielsen

## Kendte studenter
- 1972: Jørgen Goul Andersen, professor i statskundskab ved Aarhus Universitet
- 1973: Preben Kristensen, skuespiller og entertainer
- 1975: Jens Peter Christensen, højesteretsdommer
- 1989: Martin Lindstrøm, branding-ekspert
- 1990: Stefan Hermann, Rektor ved Københavns Professionshøjskole
- 2001: Kasper Søndergaard, håndboldspiller
- 2003: Mads Langer, sanger
- 2007: Simon Troelsgaard, guitarist
- 2007: Anne Paulin, folketingsmedlem for Socialdemokraterne
- 2008: Mattias Kolstrup, sanger
- 2010: Mille Gori
- 2013: Majbritt Toft Hansen, håndboldspiller
- 2015: Line Haugsted, håndboldspiller
- 2024: Peter Møller Mink, politisk næstforperson DGS